# Zeugnis (Religion)
Der Begriff Zeugnis ist nicht klar definiert und variiert abhängig vom sozialen/konfessionellen Kontext. Allgemein kann man sagen, dass dem „Zeugnis geben“ in pietistisch geprägten Gemeinschaften ein höherer Stellenwert eingeräumt wird als in anderen christlichen Gruppierungen. Das religiöse Zeugnis findet sich aber auch in anderen Konfessionen und Religionen.

## Römisch-katholische Kirche
In der römisch-katholischen Kirche wird das Zeugnis als Martyria bezeichnet und umfasst die Verkündung und Verbreitung des Evangeliums. Es gehört damit zu den Grundvollzügen der Kirche.

## Evangelikale und pietistische Sicht
Als Zeugnis wird von evangelikalen und diesen nahestehenden christlichen Richtungen der Bericht über eine persönliche Gotteserfahrung oder über eine erlebte radikale Lebensveränderung, die zur Bekehrung führt, bezeichnet. 
Evangelikale, pietistische und freikirchliche Gruppen sehen sich hierbei in der Tradition der Apostel, die nach biblischer Überlieferung in der Apostelgeschichte vom auferstandenen Jesus Christus dazu berufen wurden, in Jerusalem, Judäa, Samarien bis an die Grenzen der Erde seine Zeugen zu sein, indem sie ihre eigenen Erfahrungen weitergeben, Gehörtes und Gesehenes mitteilen und mit ihrem Leben für ihr Zeugnis geradestehen sollten. Diese ersten Zeugen wurden auch mit dem griechischen Wort martys bezeichnet, ursprünglich ein Begriff des Rechtswesens. Aus diesem hat sich später der Begriff Märtyrer entwickelt.
Zeugnisse in diesem Sinne können sowohl kurze Einschübe in Alltagsgesprächen sein als auch vortragsähnliche Erfahrungsberichte. Ein heutiger Christ könnte zwar persönliche Gotteserfahrungen bezeugen, niemals aber durch sein Zeugnis das Urzeugnis der ersten Jünger Jesu, wie es sich in den Schriften des Neuen Testaments niedergeschlagen hat, ersetzen. In freikirchlichen Gottesdiensten und evangelistischen Veranstaltungen kommen Zeugnisse häufig vor. Ihr Ziel ist es, durch die Mitteilung persönlicher Gotteserfahrungen das alte Evangelium als aktuell zu belegen. Besondere Bedeutung kommt ihnen in diesem Zusammenhang in so genannten Gästegottesdiensten zu. Kirchen- und glaubensdistanzierten Menschen soll vermittelt werden, dass der christliche Glaube sich nicht in Dogmatik und Orthodoxie erschöpfe, sondern einen lebendigen Bezug zu den Grundfragen und Nöten des Zeitgenossen habe. Solche Zeugnisse sind meist auf das Thema des Gottesdienstes oder der Veranstaltung abgestimmt. Die Qualität von Predigten wird in freikirchlichen und pietistischen Kreisen unter anderem danach beurteilt, ob sie zeugnishafte Elemente aufweisen. Ob eine Predigt durch den Prediger hindurch gegangen ist, wird dabei zu einem entscheidenden Kriterium der Predigtbeurteilung. Der Verkündiger wird primär als Zeuge des Auferstandenen gesehen. Von ihm wird erwartet, dass er im Zusammenhang mit dem Bibeltext auch davon berichtet, was dieser Text mit ihm gemacht und bei ihm verändert habe.

## Bekehrungszeugnis
Eine besondere Form eines Zeugnisses stellt das Bekehrungszeugnis dar, bei dem es um die Abkehr eines Menschen von seiner bisherigen Weltanschauung und seine Hinkehr zu Jesus Christus geht. Ausgangspunkt solcher Bekehrungen sind sowohl besondere transzendente Erlebnisse als auch Lebenskrisen, die einen Perspektivwechsel zur Folge haben. Auch im Neuen Testament finden sich Bekehrungszeugnisse. Das bekannteste unter ihnen stammt vom Apostel Paulus in der Apostelgeschichte (Apg 22,1-22 ).

## Quäker-Zeugnisse
Im Quäkertum gibt es auch so genannte (Quäker-)Zeugnisse, nämlich:
- Friedenszeugnis
- Zeugnis der Wahrhaftigkeit
- Zeugnis der Einfachheit
- Zeugnis der Gleichheit

Das erste ist das, wofür sie heute bekannt sind. Zeugnis versteht sich hier aber als „An ihren Früchten sollt ihr sie erkennen.“ (Matthaeus 7,16) Die Quäker sehen somit ihren Lebenswandel als Zeugnis ihres Glaubens und – zumindest in den Anfängen – auch als Zeugnis ihrer Rechtgläubigkeit an. Das brachte ihnen seitens der Lutheraner den Vorwurf der „Werkgerechtigkeit“ ein.